# Vrakhonisís Daskaleió
Vrakhonisís Daskaleió är en ö i Grekland.   Den ligger i regionen Peloponnesos, i den södra delen av landet, 90 km sydväst om huvudstaden Aten.
Terrängen på Vrakhonisís Daskaleió är varierad.